# Eusiroides stenopleura
Eusiroides stenopleura är en kräftdjursart som beskrevs av K. L. Barnard 1932. Eusiroides stenopleura ingår i släktet Eusiroides och familjen Eusiridae. Inga underarter finns listade i Catalogue of Life.